# Familie-orde van Yam Tuan Radin Sunnah
De  Familie-orde van Yam Tuan Radin Sunnah of "Darjah Kerabat Yam Tuan Radin Sunnah" werd op 24 mei 1979 door Tuanku Ja'afar, gekozen vorst van Negeri Sembilan, ingesteld. De onderscheiding kent een enkele graad en wordt aan de wettige nakomelingen van de gekozen koningen verleend. 
Het lint is geel met rode biezen. Het kleinood is een negenpuntige glanzend gouden ster met in het midden een wit medaillon met het wapenschild van de federatie van Negeri Sembilan.
Het kleinood kan ook aan de keten worden gedragen. De keten heeft zestien ovale gouden schakels.

De leden van de orde dragen een gouden ster met het op een gouden medaillon geplaatste wapenschild van het federatiewapen op de linkerborst en de letters "DYKR" achter hun naam. De stralen van de ster hebben de vorm van palmtakken.